# Batuana lobeliarum
Batuana lobeliarum är en fjärilsart som beskrevs av François Louis Nompar de Caumont de Laporte 1976. Batuana lobeliarum ingår i släktet Batuana och familjen nattflyn. Inga underarter finns listade i Catalogue of Life.